# Hakusei
Hakusei (剥製?) è il tredicesimo album della rock band visual kei giapponese Plastic Tree. È stato pubblicato il 23 dicembre 2015 dall'etichetta major Victor Entertainment.
Esistono due edizioni dell'album: una standard con custodia jewel case, e una speciale in edizione limitata in un cofanetto deluxe contenente anche un libro fotografico e un album da colorare.

## Il disco
Hakusei è stato pubblicato a oltre tre anni di distanza dal precedente album Ink e quasi due dall'EP echo. In questo periodo, la band ha intrecciato un rapporto con il collettivo artistico Gekidan inu curry (劇団イヌカレー?), noto per aver partecipato ad anime con direzione artistica sperimentale quali Puella Magi Madoka Magica o Sayonara Zetsubō-sensei. La collaborazione ha portato alla pubblicazione dei tre singoli Mime, Slow e Rakka conclusi dall'album Hakusei, tutti curati nella grafica dall'art designer Doroinu del gruppo Gekidan inu curry.
L'edizione speciale dell'album è un cofanetto di cartone di grande formato e bordato da decorazioni cangianti, che contiene l'album in formato jewel case, un booklet fotografico speciale da 80 pagine realizzato intervenendo con pittura acrilica sulle foto dei musicisti, e un libro da colorare; il tutto è stato realizzato a mano da Doroinu.
Continuando l'esperienza maturata nel precedente minialbum echo, anche in Hakusei i Plastic Tree hanno deciso di distribuire equamente fra i quattro membri della band la scrittura di parole e musica delle tracce, invece di affidarsi alla coppia storica formata dal paroliere Ryūtarō Arimura e dal musicista Tadashi Hasegawa. Il risultato è un album dallo stile particolarmente variegato da cui i musicisti si sentono molto rappresentati.
Anche il titolo Hakusei, ovvero "animali impagliati", è stato scelto in rappresentanza della band: come ha dichiarato il bassista e leader Tadashi Hasegawa, esattamente come un Plastic Tree ("albero di plastica") sembra un essere vivente, ma non lo è, allo stesso modo gli animali impagliati sembrano esseri viventi, ma non lo sono. Si tratta quindi di una sorta di "nome alternativo" per metonimia del gruppo musicale.
Hakusei è il primo album dei Plastic Tree stampato in HRA.

## Tracce
Dopo il titolo è indicata fra parentesi "()" la grafia originale del titolo.
1. ◯ seibutsu (◯生物?) - 1:12 (Plastic Tree)
2. Frasco (フラスコ?) - 4:57 (Akira Nakayama)
3. Mime (マイム?) - 4:58 (Ryūtarō Arimura - Tadashi Hasegawa)
4. Hacienda (ハシエンダ?) - 3:42 (Tadashi Hasegawa)
5. Kokuhaku (告白?) - 3:59 (Kenken Satō)
6. Insomnia Blues (インソムニアブルース?) - 4:59 (Tadashi Hasegawa)
7. float (float?) - 4:28 (Kenken Satō - Tadashi Hasegawa)
8. Rakka (落花?) - 4:07 (Ryūtarō Arimura - Tadashi Hasegawa)
9. Slashink Pumpkin · Death March (スラッシングパンプキン•デスマーチ?) - 4:27 (Akira Nakayama)
10. Slow (スロウ?) - 5:37 (Ryūtarō Arimura - Ryūtarō Arimura, Tadashi Hasegawa)
11. Hakusei (剥製?) - 5:24 (Ryūtarō Arimura)
12. ● seibutsu (●静物?) - 1:28 (Plastic Tree)

## Singoli
- 03/09/2014 - Mime
- 04/03/2015 - Slow
- 02/09/2015 - Rakka

## Formazione
- Ryūtarō Arimura - voce e seconda chitarra
- Akira Nakayama - chitarra, cori, PC
- Tadashi Hasegawa - basso e cori
- Kenken Satō - batteria